# Eugene Lazowski
Eugeniusz Sławomir Łazowski —más conocido como Eugene Lazowski— fue un médico y profesor de pediatría de la Universidad de Illinois. Nació en 1913, en Czestochowa (Polonia), y falleció el 16 de diciembre de 2006 en Eugene (Oregón, Estados Unidos). Durante la Segunda Guerra Mundial, sirvió primero como segundo teniente del ejército polaco en un tren de la Cruz Roja —durante la campaña de septiembre de Polonia— y posteriormente como médico militar del clandestino Armia Krajowa (Ejército Nacional). Gracias al descubrimiento médico de su amigo el Dr. Stanislaw Matulewicz, Lazowski fue el creador de una falsa epidemia infecciosa y peligrosa, la epidemia de tifus de la ciudad de Rozwadów (actualmente, un distrito de Stalowa Wola) y de los pueblos y ciudades vecinas. Llegó a salvar a unos 8.000 judíos de Polonia de una muerte segura en campos de concentración nazi durante el Holocausto, haciendo la realización de sus servicios en el más absoluto secreto, bajo la amenaza de la pena de muerte.
En 1958 Lazowski emigró a los Estados Unidos con una beca de la Fundación Rockefeller. Es el autor de un libro de memorias titulado Prywatna wojna (Mi guerra privada) y más de cien tesis científicas.

## El Schindler polaco
Antes del inicio de la Segunda Guerra Mundial, Eugeniusz Lazowski obtuvo el título de medicina en la Universidad Józef Pilsudski en Varsovia. Durante la ocupación alemana, Lazowski residía en Rozwadów con su esposa y su hija pequeña. Lazowski pasó un tiempo en un campo de prisioneros de guerra antes de su llegada a la ciudad, donde se reunió con su familia y comenzó a practicar la medicina con su amigo de la escuela de medicina, el Dr. Stanislaw Matulewicz. Matulewicz descubrió que mediante la inyección de una «vacuna» de bacterias muertas en una persona sana, esa persona tendría un resultado positivo en el análisis de la epidemia del tifus sin experimentar los síntomas. Los dos médicos urdieron un plan secreto para salvar alrededor de una docena de aldeas en las cercanías de Rozwadów y Zbydniów, no sólo de la explotación del trabajo forzoso, sino también del exterminio nazi. Entonces Lazowski había creado una falsa epidemia de tifus en la ciudad de Rozwadow y sus alrededores salvando a 8.000 judíos de la persecución nazi. Utilizó la ciencia médica para engañar a los alemanes y salvar a judíos y polacos de la deportación a los campos de concentración nazis.
Los alemanes estaban aterrorizados por la enfermedad debido a su gran expansión por contagio. Las personas infectadas con tifus no fueron enviadas a campos de concentración. Sin embargo, cuando los alemanes se dieron cuenta de que un número elevado de personas se encontraban infectadas con esta enfermedad, decretaron cuarentena a toda la zona. Así, estos no entraron en la zona Fleckfieber por temor a que la enfermedad se extendiera también a ellos.
Un documental sobre el doctor Eugene Lazowski titulado Una guerra privada fue realizado por un productor de televisión polaca, Ryan Bank, que siguió a Lazowski de nuevo a Polonia y grabó testimonios de personas cuyas familias se salvaron por la falsa epidemia.
Lazowski se retiró de la práctica de medicina a finales de 1980. Murió en 2006 en Eugene (Oregón), donde había estado viviendo con su hija.